# Augustinus Dodo

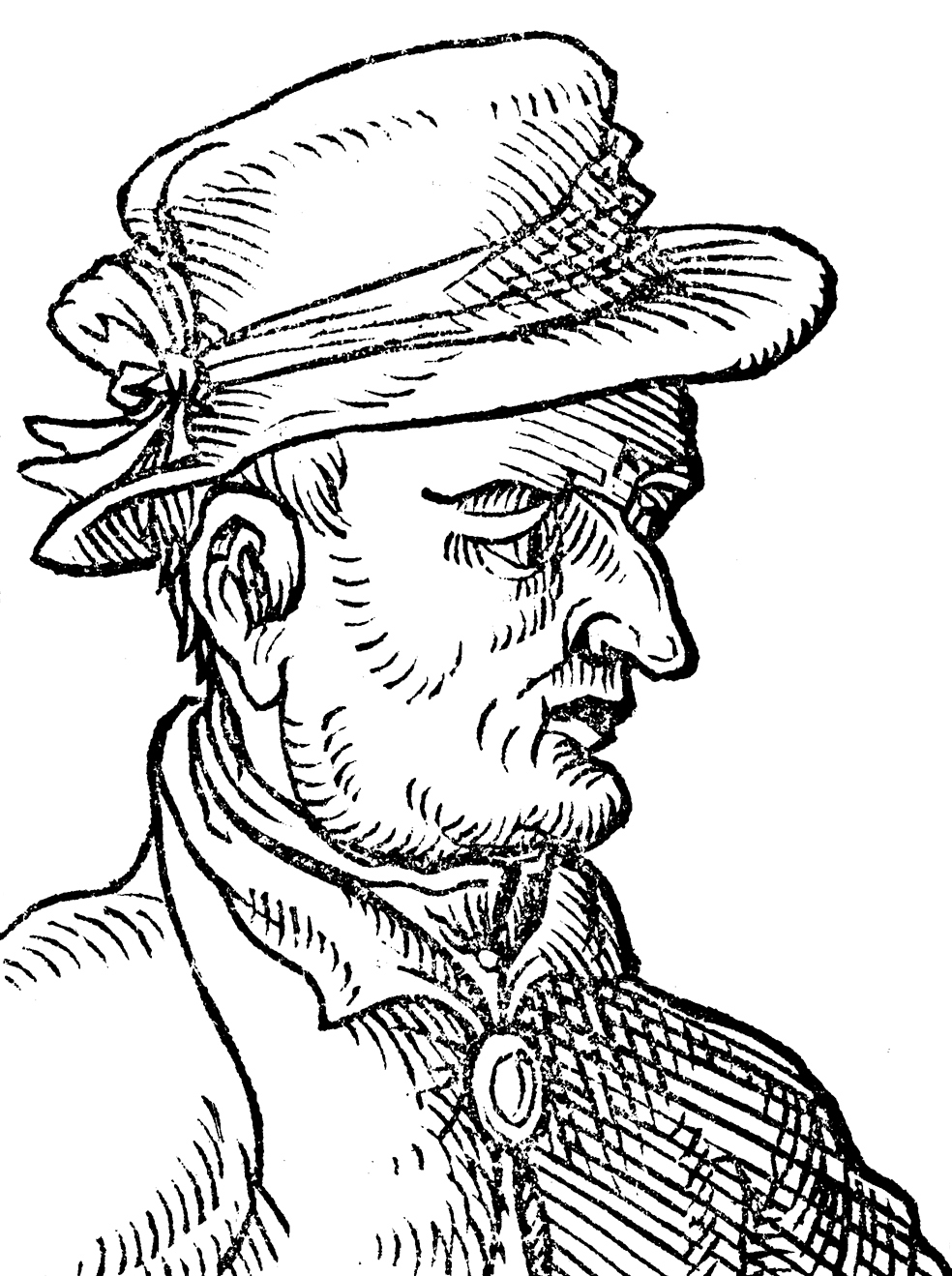
Augustinus Dodo

Augustinus Dodo (geboren vor 1490, gestorben 1502) war ein Augustiner-Chorherr und Bibliothekar in Basel. Er spielte eine wichtige Rolle bei der Publikation von Johannes Amerbachs Augustinus-Gesamtausgabe.

## Leben und Wirken
Augustinus Dodo stammt aus Sneek. Über seinen Werdegang ist bis zu seiner Tätigkeit in Basel nichts bekannt – auch nicht, wie er nach Basel kam. In Basel war Dodo von circa 1491 bis 1501 Bibliothekar des Augustiner-Chorherrenstifts St. Leonhard.
Wie andere Basler Klöster arbeitete St. Leonhard als Besitzer und Hersteller von Handschriften mit den Basler Buchdruckern zusammen. Im Augustiner-Chorherrenstifts St. Leonhard initiierte Dodo diese Kooperation und trieb sie auch voran. Dodo selbst arbeitete als Korrektor und Redaktor für Johannes Amerbach, Michael Furter und womöglich Nicolaus Kessler.
Dodo hat der Bibliothek des Stifts kostenlos mehrere Bücher überlassen, die von Amerbach gedruckt und wahrscheinlich als Mitarbeiterhonorar an ihn abgegeben wurden. Weitere von ihm der Bibliothek überlassene Drucke und Handschriften erwarb er auf seinen Reisen im Auftrag Amerbachs in die Niederlande. Auch Furter überliess wohl Drucke als Honorar.
Augustinus Dodo leitete die Bibliothek von St. Leonhard seit 1491. Allerdings war er oft auf Reisen und daher monatelang abwesend. Seine Tätigkeit war jedoch offenbar umstritten. Über zehn Vermerke von ihm mit seinem Namen oder mit Angaben darüber, wie er das betreffende Buch beschafft hat, wurden durchgestrichen oder ausgekratzt. Beat von Scarpatetti vermutet als Motiv Neid aufgrund von Dodos Reisen und sieht Indizien, die auf dessen Nachfolger Johannes Coci hinweisen.
Dodo war massgeblich an Amerbachs Gesamtausgabe der Werke Augustins beteiligt. Es ist nicht auszuschliessen, dass er deswegen nach Basel kam. Dodo sammelte und kollationierte im Auftrag Amerbachs Handschriften in verschiedenen deutschen Städten, vor allem entlang des Rheins. Auf seinen Reisen liess er Abschriften anfertigen und sie Amberbach zukommen. Eine erste grössere Reise fand vermutlich 1494–1495 statt, eine zweite 1496–1497, eine dritte führte mindestens bis Zwolle. Auf diesen Reisen besuchte Dodo Johannes Trithemius und Jakob Wimpfeling. Ob er auch Frankreich und Italien bereiste, ist unklar.
Dodo starb 1502 vor der Fertigstellung der Augustinus-Gesamtausgabe an der Pest. Durch sein Wirken verhalf Dodo St. Leonhard zu einem Ansehen in der Gelehrtenwelt, das es vorher nicht besessen hatte.